# Локтионов, Николай Иванович (военный)
Николай Иванович Локтионов (Лактионов) (1926 — ?) — младший сержант Рабоче-Крестьянской Красной Армии, участник Великой Отечественной войны, Герой Советского Союза (1945), лишён всех званий и наград в 1949 году.

## Биография
Николай Локтионов родился в 1926 году в Краснодарском крае.
С 1943 года — на фронтах Великой Отечественной войны. Принимал участие в боевых действиях в составе роты 22-й гвардейской мотострелковой бригады 6-го гвардейского танкового корпуса. Отличился во время форсирования своей бригадой канала Тельтов во время Берлинской операции.
27 июня 1945 года Указом Президиума Верховного Совета СССР гвардии ефрейтор Николай Локтионов был удостоен высокого звания Героя Советского Союза с вручением ордена Ленина и медали «Золотая Звезда» за номером 7851.
После окончания войны Локтионов продолжил службу в рядах советских оккупационных войск в Германии, был старшиной инженерной роты 22-го гвардейского кадрового механизированного батальона. В 1946 году Локтионов был арестован за совершение ряда преступлений против мирного немецкого населения.
Как установило следствие, командир взвода инженерной роты 22-го гвардейского кадрового механизированного батальона Герой Советского Союза лейтенант Николай Антонов организовал из своих подчинённых банду грабителей. В банду, помимо Антонова и Локтионова, вошли также рядовые Догадкин, Иштряков, Мельников и Великжанов. Локтионов руководил одним из эпизодов деятельности банды, когда он совместно с рядовыми он ограбил немца-мельника и изнасиловал его дочь.
На суде Локтионов, как и все члены банды, признали свою вину в совершении инкриминируемых им преступлениях. 17 декабря 1946 года военный трибунал 3-й гвардейской кадровой танковой дивизии признал Локтионова виновным в совершении преступлений, предусмотренных статьями 167 ч. 3 (разбой), 193-7 п. «в» (самовольная отлучка), 153 ч. 2 (изнасилование), 182 ч. 1 (незаконное хранение оружия или взрывчатых веществ) и приговорил его к 6 годам лишения свободы. Трибунал подал ходатайство о лишении Антонова и Локтионова званий и наград. 11 февраля 1949 года Указом Президиума Верховного Совета СССР ходатайство было удовлетворено.
Дальнейшая судьба Локтионова неизвестна.